# President Lincoln and Soldiers' Home National Monument

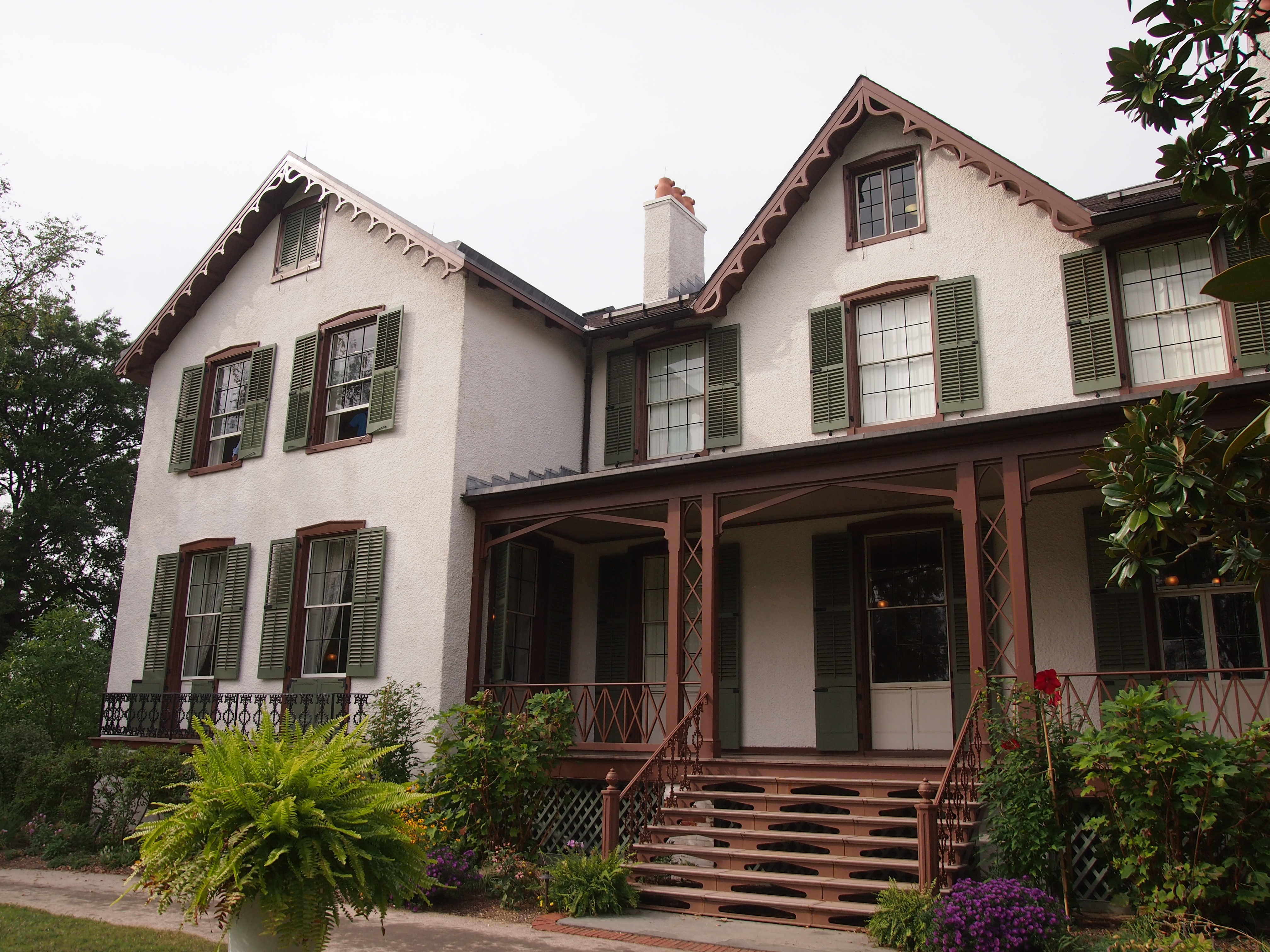
L'ingresso della residenza.

Il President Lincoln and Soldiers’ Home National Monument, a volte abbreviato in President Lincoln's Cottage, è un monumento nazionale costituito principalmente dalla "Casa dei Soldati", oggi conosciuta come la "Armed Forces Retirement Home-Washington". Si trova vicino ai quartieri di Petworth e Park View di Washington. Era precedentemente noto come "Anderson Cottage".
Il presidente degli Stati Uniti d'America Abraham Lincoln e la sua famiglia risiedevano stagionalmente sul terreno della Casa dei Soldati per sfuggire al caldo e alla pressione politica del centro di Washington, come fece anche James Buchanan (1857 - 1861) prima di lui. Il presidente Lincoln's Cottage è stato anche la "Summer White House" dei presidenti Rutherford Hayes (1877 - 1881) e Chester Arthur (1881 - 1885).